# 高雄 (大字)
高雄（1920年－1925年），是臺灣日治時期的一個行政區劃，屬於大字層級，轄區包括今高雄市鹽埕區全部、旗津區北端及鼓山區南端。其舊稱為打狗，於1920年改制時改名為高雄。

## 沿革
高雄的原稱「打狗」於清治時期即已使用，日治時期曾設有「打狗辨務署」，但於明治卅三年（1900年）併入「鳳山辨務署」。而在日治初期，打狗是位在興隆內里鹽埕埔庄底下的一個地名。
大正元年（1912年）9月25日，臺灣總督府公布將臺南廳所管轄的大竹里內鹽埕庄、旗後街、烏松庄，與興隆內里內鹽埕埔庄、哨船頭街等五個街庄合併為「打狗」（街庄層級），納於大竹里轄下。
大正九年（1920年）全臺行政區改制時，將「打狗」改制為「大字」，並將名稱雅化日語漢字諧音的「高雄」二字，納於高雄街轄下，轄區不變。後於大正14年（1925年）將其拆分為14町。